# إين أوغورمان
آين ماري أوجورمان (مواليد 13 مايو 1989) هي لاعبة كرة قدم أيرلندية محترفة تلعب لنادي الدوري الوطني للسيدات شامروك روفرز. على مستوى الأندية، بدأت أوجورمان مسيرتها الكروية مع ستيلا ماريس، ولعبت لبيماونت يونايتد ويو سي دي ويفز، وأمضت أيضًا موسمين مع نادي الدوري الإنجليزي الممتاز للسيدات الإنجليزي دونكاستر روفرز بيلس في 2011 و2012.
خاضت أوجورمان أول مباراة لها مع جمهورية أيرلندا في مارس 2006 وحصلت على مباراتها الدولية المئة في يونيو 2018. بعد فترة اعتزال دامت 18 شهرًا من كرة القدم الدولية، عادت إلى المنتخب الوطني في مارس 2020. في أكتوبر 2022، كانت ضمن فريق أيرلندا الذي هزم اسكتلندا في هامبدن بارك ضمن كأس العالم للسيدات 2023، لتتأهل إلى كأس العالم للسيدات للمرة الأولى.
بصفتها مهاجمة غزيرة الأهداف على مستوى الأندية، فازت أوجورمان بجائزة هدافة الدوري الوطني للسيدات خمس مرات - بما في ذلك ثلاث مناسبات متتالية من 2020 إلى 2022 - في مسيرتها الطويلة مع بيماونت يونايتد. كما فازت بجائزة أفضل لاعبة في الدوري الوطني للسيدات في الدوري الأيرلندي لكرة القدم للسيدات 2014–15. مع المنتخب الوطني، غالبًا ما تم توظيفها كـ مدافعة هجومية. عملت لصالح راديو وتلفزيون أيرلندا كمحللة في كرة القدم في تغطيتها التلفزيونية والإذاعية.

## مسيرة النادي

### مسيرة مبكرة
لعبت أوجورمان كرة القدم للأندية مع ستيلا ماريس، بينما كانت تحصل على منح رياضية في كلية سالينوجين ومعهد كارلو للتكنولوجيا. تم اختيارها في فريق الكليات الأيرلندية الذي سافر إلى اسكتلندا لخوض مباراتين وديتين في أبريل 2009. كما تم اختيارها لتمثيل لينستر، وساعدتهم في الفوز بلقب بطولة الأقاليم لعام 2009. بعد انتقالها إلى بيماونت يونايتد، سجلت أوجورمان هاتريك في نهائي كأس السيدات الأيرلندية 2010، حيث هزمت بيماونت سالثيل ديفون 4–2 على ملعب تولكا بارك. في فترة لعبها الأولى التي دامت موسمًا واحدًا مع بيماونت يونايتد، فازت أوجورمان أيضًا بلقب دوري دبلن للسيدات لكرة القدم ودبلن، حيث حقق النادي "ثلاثية".
لعبت أوجورمان أيضًا كرة القدم الغيلية لصالح براي إيميتس وفي سبتمبر 2010 ساعدت النادي على الفوز ببطولة ويكلو للسيدات لكرة القدم، مسجلة أربعة أهداف ونقطتين في النهائي.

### دونكاستر روفرز بيلس

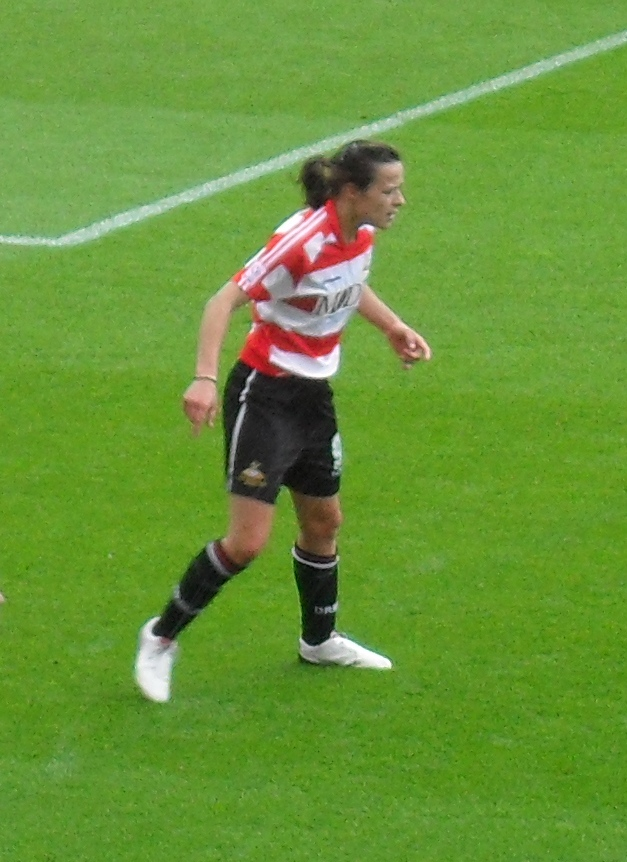
مع دونكاستر روفرز بيلس في 2011

وقعت أوجورمان مع نادي الدوري الإنجليزي الممتاز للسيدات دونكاستر روفرز بيلس في أكتوبر 2010، بعد تجربة ناجحة. تم توفير السكن لأوجورمان في فندق رمادا جارفيس في مطار روبن هود دونكاستر شيفيلد، مع التعاقدات الأخرى كايلا سيومان وماريا كارلسون. خاضت أول مباراة لها في فوز دونكاستر 1–0 في كأس الاتحاد الإنجليزي للسيدات خارج أرضه ضد تشيلسي في مارس 2011.
بعد أن وجدت مستوى اللعب في إنجلترا أعلى مما اعتادت عليه، اعترفت أوجورمان ببعض خيبة الأمل من مجموع أهدافها الأربعة في الموسم الأول. على الرغم من ذلك، فإن أسلوبها العملي الدؤوب قد أكسبها حب جماهير نادي جنوب يوركشاير. في نهاية موسم الدوري الإنجليزي الممتاز للسيدات 2011، عادت إلى بيماونت على سبيل الإعارة قبل مواجهة النادي الأيرلندي في دوري أبطال أوروبا للسيدات 2011–12 ضد باريس سان جيرمان للسيدات.
على الرغم من أنها كانت تشعر بتعب متزايد من الإقامة في فندق، عادت أوجورمان إلى دونكاستر روفرز بيلس لموسم الدوري الإنجليزي الممتاز للسيدات 2012. كانت سعيدة بانضمام مواطنتها جولي آن راسل التي وقعت أيضًا. في سبتمبر 2012، سجلت في آخر مباراة لها مع النادي هدفًا من مسافة 35 ياردة في هزيمة بيلس 3–2 أمام بطلة الدوري أرسنال.

### بيماونت يونايتد
سجلت أوجورمان في فوز بيماونت 6–3 في نهائي كأس الدوري الوطني للسيدات ضد كاسلبار سلتيك في مايو 2013، لمساعدة النادي على الاحتفاظ باللقب. في أكتوبر الدوري الأيرلندي لكرة القدم للسيدات 2013–14، قدمت أوجورمان تمريرة حاسمة لـ ستيفاني روش لتسجيل هدف مشهور في فوز بيماونت على ويكسفورد يوثز. انتهى هدف روش في النهاية بالمركز الثاني في جائزة بوشكاش، بعد أن أصبح فيديو سريع الانتشار على يوتيوب. "لقد كانت عرضية رائعة، أليس كذلك؟ كان كل شيء في العرضية،" مزحت أوجورمان لاحقًا. في 2013–14، تم اختيار أوجورمان ضمن فريق الموسم في الدوري الوطني للسيدات، حيث خرجت بيماونت من سباق لقب قريب من قبل راهيني يونايتد.

### يو سي دي ويفز
غادر المدرب الشهير إيلين غليسون بيماونت إلى يو سي دي ويفز في عام 2014، وكانت أوجورمان واحدة من العديد من لاعبات بيماونت اللواتي تبعن غليسون إلى ناديها الجديد. عندما خسر يو سي دي ويفز نهائي كأس السيدات الأيرلندية 2014 بنتيجة 2–1 أمام راهيني يونايتد في الوقت الإضافي، احتفلت أوجورمان بهدف التعادل الذي سجلته بالكشف عن قميص يحمل الرقم 17 لزميلتها المصابة كلوي موستاكي. حصلت على الحذاء الذهبي في الدوري الوطني للسيدات عندما حصل نادي المهاجمة المنافسة كاتي مكابي راهيني يونايتد على فوز بالانسحاب في مباراتهم الأخيرة ضد كورك سيتي، الذي فشل في تشكيل فريق. تم تسمية أوجورمان بالفعل أفضل لاعبة في الموسم في الدوري الوطني للسيدات.
في الدوري الأيرلندي لكرة القدم للسيدات 2015–16، سجلت أوجورمان 17 هدفًا لتحتفظ بلقب الحذاء الذهبي. كانت أيضًا واحدة من ثلاثة مرشحات لجائزة لاعبة الموسم، لكنها خسرت أمام زميلتها في يو سي دي كارين دوغان. خسر يو سي دي ويفز بنتيجة مفاجئة 1–0 أمام كورك سيتي في نهائي كأس الاتحاد الأيرلندي للسيدات 2017، لكن أوجورمان غابت عن المباراة بسبب إصابة في الرباط الجانبي الإنسي.

### العودة إلى بيماونت يونايتد
في ديسمبر 2017، غادرت قائدة النادي أوجورمان يو سي دي ويفز للعودة إلى بيماونت يونايتد. صرحت: "أريد أن أكون ناجحة وأريد الفوز بالبطولات. أريد أن أكون جزءًا من منظومة جيدة وأعتقد أن بيماونت لديها المقومات لتكون ناجحة للغاية." أنهى بيماونت المركز الثالث في الدوري الأيرلندي لكرة القدم للسيدات 2018، لكنه جمع أول كأس له منذ خمس سنوات عندما سجلت أوجورمان في فوز 2–1 في نهائي كأس الدوري الوطني للسيدات على ويكسفورد يوثز.
في الدوري الأيرلندي لكرة القدم للسيدات 2019 استعاد فريق "البازلاء" لقب الدوري لأول مرة منذ موسم 2011–12. لعبت أوجورمان أيضًا في خسارتي بيماونت في نهائي كأس الاتحاد الأيرلندي للسيدات عام 2018 و2019 أمام ويكسفورد يوثز. في موسم 2020 المتأخر والمختصر، أظهرت أوجورمان أداءً جيدًا، حيث تم اختيارها في فريق الموسم وفازت بالحذاء الذهبي برصيد 14 هدفًا في 12 مباراة مع احتفاظ بيماونت بلقب الدوري الوطني للسيدات. كما سجلت في نهائي كأس الاتحاد الأيرلندي للسيدات 2020 حيث سحق فريق "البازلاء" كورك سيتي 6–0 في ملعب تالاغت.
تم إقصاء بيماونت من لقب البطولة من قبل شيلبورن في اليوم الأخير من موسم 2021، لكن أوجورمان احتفظت بجائزة الحذاء الذهبي ومكانها في فريق الموسم. في 2022 كانت مرة أخرى ضمن فريق الموسم وحصلت أهدافها الـ22 على جائزة الحذاء الذهبي للمرة الثالثة على التوالي، والخامسة في المجموع.

### شامروك روفرز
في 23 نوفمبر 2022، غادرت أوجورمان بيماونت يونايتد. في اليوم التالي، أُعلن أن أوجورمان ستنضم إلى شامروك روفرز كأول تعاقد جديد لهم قبل موسم 2023. انضمت إلى شامروك روفرز على أساس شبه احترافي، بعد أن كانت هاوية في مسيرتها الكروية في أيرلندا. كانت تأمل أن التدريب المتكرر سيحافظ على مكانها في المنتخب الوطني. كانت أوجورمان من المؤيدين منذ فترة طويلة لتحويل الدوري الوطني للسيدات إلى شبه احترافي.

## المسيرة الدولية

### الشباب
تم اختيار أوجورمان لتمثيل جمهورية أيرلندا على مستوى تحت 17 سنة وتحت 19 سنة. في جوائز الاتحاد الأيرلندي لكرة القدم الدولية، تم تسميتها أفضل لاعبة دولية تحت 19 سنة لعام 2006. اختتمت مسيرتها مع المنتخب الوطني تحت 19 سنة في أبريل 2008، برصيد 14 هدفًا في 30 مباراة.

### الفريق الأول
تم استدعاء أوجورمان إلى تشكيلة الفريق الأول لـ كأس الغارفي 2006 وخاضت أول مباراة لها في المباراة النهائية لأيرلندا في البطولة: خسارة 4–0 أمام الدنمارك في لجوة. أصبحت لاعبة أساسية في الفريق الأول وهي في سن 16 عامًا وشاركت في حملات تصفيات أيرلندا اللاحقة. في آخر مباراة لأيرلندا في تصفيات كأس العالم للسيدات 2011 ضد إسرائيل في كارلايسل غراوندز في براي، تلقت بطاقة بسبب ارتكابها مخالفتين تستوجبان الإنذار. عند توقيعها لـ دونكاستر وهي في سن 21 عامًا في أكتوبر 2010، كانت أوجورمان قد جمعت 38 مباراة دولية.

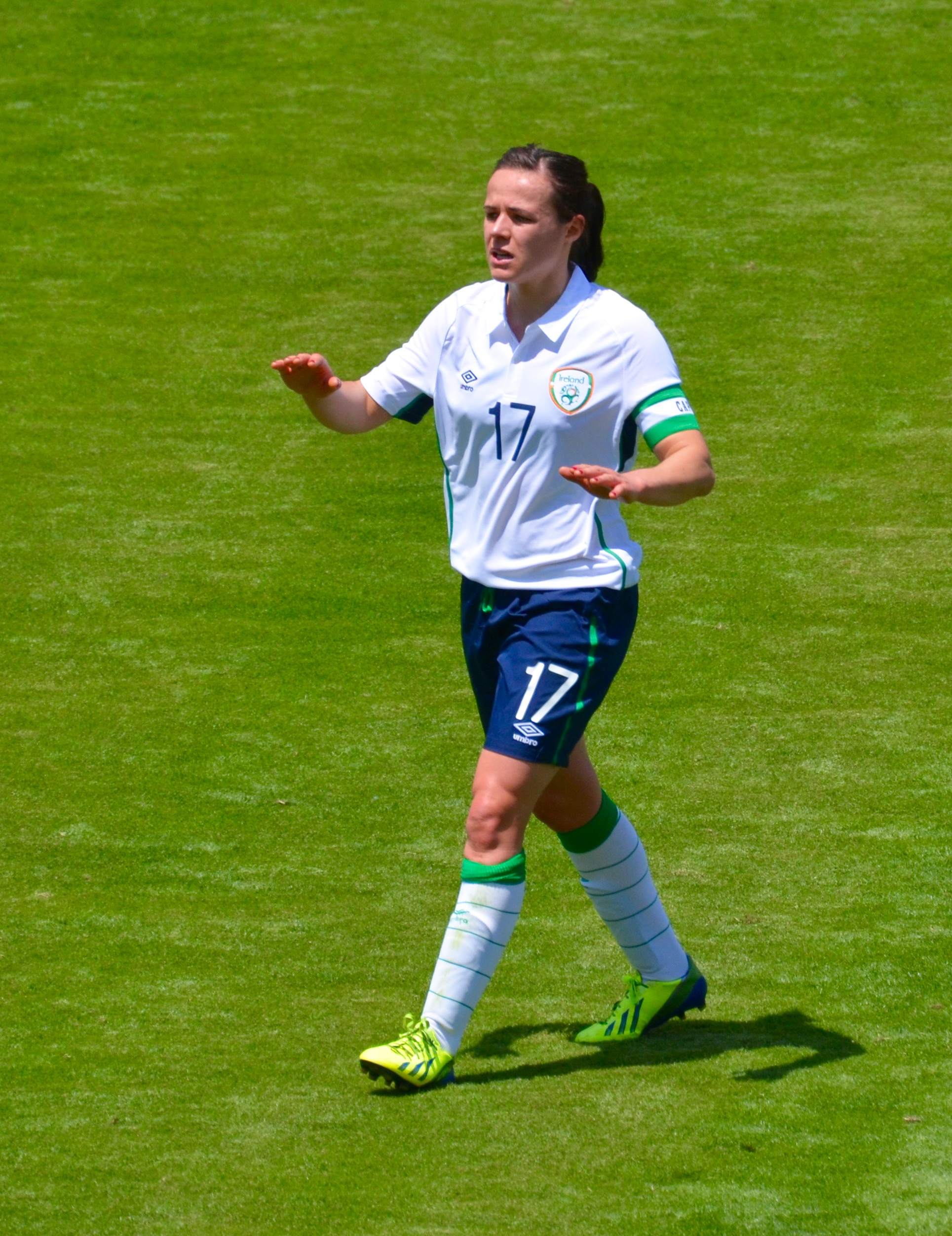
أوجورمان تقود أيرلندا في مايو 2015

في سبتمبر 2012، وصلت أوجورمان إلى 50 مباراة دولية مع أيرلندا، في فوز 2–0 ضمن تصفيات بطولة أمم أوروبا للسيدات 2013 على إسرائيل في ملعب رمات غان. قامت مدربة المنتخب الوطني سوزان رونان بتجربة توظيف أوجورمان متعددة المواهب كمدافعة خلال حملة تصفيات كأس العالم للسيدات 2015 غير الناجحة للفريق. استمرت في اللعب في مراكز هجومية أكثر على مستوى الأندية: "أنا سعيدة باللعب كظهير أيمن إذا طلبت مني سو رونان في المنتخب الوطني، لكنني أرى نفسي مهاجمة".
في مايو 2015، قادت أوجورمان منتخب أيرلندا لأول مرة، في مباراة ودية صعبة خارج أرضه ضد بطلات العالم الولايات المتحدة. بعد أن تم ترتيب المباراة، اكتشف أنها خارج التواريخ المحددة من قبل الفيفا للمباريات الدولية، لذلك لم يتم تحرير القائدة العادية إيما بيرن من قبل ناديها الإنجليزي أرسنال. نالت أيرلندا تقديرًا من هزيمتها 3–0، مع كون أوجورمان "منظمة قادرة" في الدفاع. في يونيو 2016، سجلت أوجورمان هاتريك في فوز أيرلندا 9–0 على الجبل الأسود.
في أبريل 2017، كانت أوجورمان ضمن وفد مكون من 13 لاعبة قمن بتأمين ظروف عمل محسنة بشكل كبير للاعبات المنتخب الوطني الأيرلندي، بعد نزاع مطول مع اتحاد أيرلندا لكرة القدم. حصلت أوجورمان على مباراتها الدولية المئة في هزيمة 1–0 أمام النرويج في ستافانغر، مما أقصى أيرلندا من تصفيات كأس العالم للسيدات 2019. بدت المباراة آخر مباراة لأوجورمان بألوان أيرلندا، حيث أعلنت اعتزالها كرة القدم الدولية في سبتمبر 2018.
أقنع المدرب القادم فيرا باو أوجورمان بالتراجع عن قرارها في فبراير 2020، حيث كانت بحاجة إلى تغطية لظهيرات الجناح المصابات ميغان كامبل وكيفا كينان. في 5 مارس 2020، عادت أوجورمان إلى كرة القدم الدولية، حيث لعبت في فوز 1–0 ضد اليونان. ظلت أوجورمان في الفريق في مباراة أيرلندا قبل الأخيرة في تصفيات بطولة أمم أوروبا ضد أوكرانيا في كييف في 23 أكتوبر 2020. شعرت بخيبة أمل عندما ساهم هدفها الذاتي في خسارة مكلفة 1–0.
في أكتوبر 2022، كانت أوجورمان اللاعبة الوحيدة المحترفة محليًا في فريق أيرلندا الذي هزم اسكتلندا 1–0 في هامبدن بارك في كأس العالم للسيدات 2023، لتتأهل إلى كأس العالم للسيدات للمرة الأولى. كان اختيارها على الجناح الأيمن يعتبر مفاجئًا إلى حد ما، ويمثل أول مباراة دولية لها منذ نوفمبر 2021. كانت من بين اللاعبات اللواتي اعتذرن عن غناء الفريق لأغنية سيمفونية سلتيك خلال احتفالات ما بعد المباراة في غرفة تبديل الملابس.
مع ظهورها ضد كندا في كأس العالم للسيدات 2023، أصبحت أوجورمان أول لاعبة في الدوري الأيرلندي ترتدي القميص الأخضر في كأس العالم. في 24 أغسطس 2023، اعتزلت آين كرة القدم الدولية بعد 17 عامًا.

## الحياة الشخصية
التحقت أوجورمان بمدرسة لوريتو الثانوية في براي. في نوفمبر 2015، كانت أوجورمان تعمل كـ مدربة شخصية وكانت تشارك في جمع التبرعات الخيرية. في عام 2021، تزوجت راشيل نيري، وولد ابنهما جيمس في يوليو 2022. عملت أوجورمان لصالح راديو وتلفزيون أيرلندا كمحللة في كرة القدم في تغطيتها التلفزيونية والإذاعية. في عام 2022، استخدمت منصبها للتحدث علنًا عن قضايا حقوق الإنسان المتعلقة بكأس العالم لكرة القدم 2022 وقضايا المثليين في كأس العالم 2022.

## إحصائيات المسيرة
| المنتخب الوطني  | السنة   | الظهور | الأهداف |
| --------------- | ------- | ------ | ------- |
| جمهورية أيرلندا | 2006    | 7      | 0       |
| جمهورية أيرلندا | 2007    | 6      | 0       |
| جمهورية أيرلندا | 2008    | 13     | 2       |
| جمهورية أيرلندا | 2009    | 5      | 0       |
| جمهورية أيرلندا | 2010    | 6      | 0       |
| جمهورية أيرلندا | 2011    | 3      | 1       |
| جمهورية أيرلندا | 2012    | 12     | 1       |
| جمهورية أيرلندا | 2013    | 7      | 2       |
| جمهورية أيرلندا | 2014    | 11     | 1       |
| جمهورية أيرلندا | 2015    | 10     | 1       |
| جمهورية أيرلندا | 2016    | 10     | 4       |
| جمهورية أيرلندا | 2017    | 8      | 1       |
| جمهورية أيرلندا | 2018    | 2      | 0       |
| جمهورية أيرلندا | 2020    | 5      | 0       |
| جمهورية أيرلندا | 2021    | 6      | 0       |
| جمهورية أيرلندا | 2022    | 3      | 0       |
| جمهورية أيرلندا | 2023    | 3      | 0       |
| المجموع         | المجموع | 117    | 13      |

تظهر الأهداف والنتائج لصالح جمهورية أيرلندا أولاً. يشير عمود النتيجة إلى النتيجة بعد كل هدف لـ أوجورمان. آخر تحديث في 16 مايو 2023.
المصدر: 
| الرقم. | المباراة الدولية | التاريخ        | المكان                                                               | الخصم          | النتيجة | الإجمالي | المسابقة                             | المرجع. |
| ------ | ---------------- | -------------- | -------------------------------------------------------------------- | -------------- | ------- | -------- | ------------------------------------ | ------- |
| 1      | 14               | 2 فبراير 2008  | جون هايلاند بارك، بالدونيل                                           | بولندا         | 3-0     | 4-1      | مباراة ودية                          |         |
| 2      | 18               | 12 مارس 2008   | مجمع أرسينيو كاتونا، غيا                                             | بولندا         | 2-0     | 2-2      | كأس الغارفي 2008                     |         |
| 3      | 39               | 22 سبتمبر 2011 | تيرنرز كروس، كورك                                                    | فرنسا          | 1-3     | 1-3      | تصفيات بطولة أمم أوروبا للسيدات 2013 | [ 69 ]  |
| 4      | 44               | 7 مارس 2012    | إستاديو مونيسيبال دي كوارتيرا، قورطيرة                               | المجر          | 1-0     | 2-1      | كأس الغارفي 2012                     | [ 70 ]  |
| 5      | 54               | 8 مارس 2013    | تاسوس ماركو، باراليميني                                              | جنوب إفريقيا   | 1-0     | 1-0      | كأس قبرص للسيدات 2013                | [ 71 ]  |
| 6      | 59               | 30 أكتوبر 2013 | ملعب أوب يجيرو سيتي، فيلينيه                                         | سلوفينيا       | 2-0     | 3-0      | تصفيات كأس العالم للسيدات 2015       | [ 72 ]  |
| 7      | 60               | 5 مارس 2014    | تاسوس ماركو، باراليميني                                              | نيوزيلندا      | 1-0     | 1-1      | كأس قبرص للسيدات 2014                |         |
| 8      | 79               | 27 أكتوبر 2015 | باركي دي جوجوس كوميندادور جواكيم دي ألميدا فريتاس، موريرا دي كونيغوس | البرتغال       | 2-1     | 2-1      | تصفيات بطولة أمم أوروبا للسيدات      | [ 73 ]  |
| 9      | 86               | 7 أبريل 2016   | ملعب بود ماليم بردوم، بتروفاتس                                       | الجبل الأسود   | 2-0     | 5-0      | تصفيات بطولة أمم أوروبا للسيدات      | [ 74 ]  |
| 10     | 89               | 7 يونيو 2016   | ملعب تالاغت، دبلن                                                    | الجبل الأسود   | 2-0     | 9-0      | تصفيات بطولة أمم أوروبا للسيدات      | [ 75 ]  |
| 11     | 89               | 7 يونيو 2016   | ملعب تالاغت، دبلن                                                    | الجبل الأسود   | 4-0     | 9-0      | تصفيات بطولة أمم أوروبا للسيدات      | [ 75 ]  |
| 12     | 89               | 7 يونيو 2016   | ملعب تالاغت، دبلن                                                    | الجبل الأسود   | 5-0     | 9-0      | تصفيات بطولة أمم أوروبا للسيدات      | [ 75 ]  |
| 13     | 91               | 1 مارس 2017    | ملعب باراليميني، باراليميني                                          | جمهورية التشيك | 2-0     | 2-0      | كأس قبرص للسيدات 2017                | [ 76 ]  |

## الألقاب
بيماونت يونايتد
- الدوري الوطني للسيدات: 2019، 2020
- كأس السيدات الأيرلندية: 2010، 2020
- كأس الدوري الوطني للسيدات: 2013، 2018
- دوري دبلن للسيدات لكرة القدم: 2010
- كأس دبلن: 2010

فردية
- هدافة الدوري الوطني للسيدات من الاتحاد الأيرلندي لكرة القدم: 2014–15، 2015–16، 2020، 2021، 2022
- أفضل لاعبة في الدوري الوطني للسيدات من الاتحاد الأيرلندي لكرة القدم: 2014–15
- أفضل لاعبة دولية تحت 19 سنة من الاتحاد الأيرلندي لكرة القدم: 2006

## روابط خارجية
- إين أوغورمان – سجل منافسات الفيفا
- آين أوجورمان في الاتحاد الأوروبي لكرة القدم
- آين أوجورمان في اتحاد أيرلندا لكرة القدم